# Agnieszka Kaczor
Agnieszka Kaczor (ur. 5 marca 1968 w Krakowie) – polska aktorka teatralna i filmowa, wokalistka, dziennikarka telewizyjna i radiowa, wykładowca, menedżerka.

## Życiorys
Od 1976, przez 4 lata, była uczennicą Społecznej Szkoły Baletowej w Krakowie. Następnie w latach 1982–1986 uczęszczała do V Liceum Ogólnokształcącego im. A. Witkowskiego w Krakowie. W międzyczasie była uczennicą Szkoły Muzycznej II stopnia w Krakowie na wydziale śpiewu solowego w klasie prof. Zofii Altkorn. W wieku 21 lat zadebiutowała jako aktorka na scenie Teatru Muzycznego w Gdyni, gdzie w 1989 rozpoczęła pracę jako aktorka, następnie także jako wokalistka.
W międzyczasie w latach 1991–1994 była dziennikarką w Radiu „Arnet”, TV SIESTA oraz w TV TRÓJMIASTO. W latach 2000–2005 jako Cruise Coordinator, była odpowiedzialna za rozrywkę na statkach pasażerskich Stena Line oraz Unity Line.
W latach 2005–2006 była wykładowcą w Sopockiej Filmówce oraz w EDUSTAR.

## Życie prywatne
Jest córką Kazimierza Kaczora i Anny Tomschey-Kaczor. Z Piotrem Oleksiakiem ma syna – Huberta Oleksiaka.

## Nagrody i odznaczenia
W 2005 otrzymała Dyplom uznania ZASP z okazji Dnia Artysty Śpiewaka
W roku 2012 została odznaczona odznaką honorową „Zasłużony dla Kultury Polskiej” nadawany przez Ministerstwo Kultury i Dziedzictwa Narodowego za: „nieocenioną pracę w promowanie polskiego teatru”.

## Filmografia

### Seriale fabularne
- Lokatorzy (1999, 2000) – sekretarka w Zakładzie Oczyszczania Miasta
- Linia życia (2011) – Zyta Pęk
- Lekarze (2012, 2014) – pielęgniarka

### Spektakle telewizyjne
- Małżeństwo po włosku (1989) – obsada aktorska
- Przed premierą (1998) – Jola
- Lalka (2011) – Baronowa Krzeszowska; Lalka
- Chłopi (2014) – Dominikowa, Gołębiowa

## Dorobek teatralny

### Wybrane role[5]
- Skrzypek na dachu – Bilka
- Oliver! (musical) – Charlotta
- Les Miserables – Eponina
- Czarodziej z krainy Oz – Dorotka
- Król Włóczęgów – Huguette
- Evita – Kochanka
- Z życia krawcowych – Jola
- Wichrowe Wzgórza – Isabella
- Porgy & Bess – Annie, Lilly
- West Side Story  – Maria
- Scrooge – Mary
- Atlantis – Siren
- Okno Mistrza Świata – Gaduła
- Ania z Zielonego Wzgórza – Mrs. Blewett
- Błogosławieni – Chór
- Kiss me Kate – Katherine
- Francesco – Anioł
- Szafa – Katechetka, Siła Nieczysta
- Skrzypek na dachu – Szajdla
- Lalka – Baronowa Krzeszowa
- Chłopi – Dominikowa, Gołębiowa
- Ghost - Ms. Santiago